# Climax (Kansas)
Climax es una ciudad ubicada en el de condado de Greenwood en el estado estadounidense de Kansas. En el año 2010 tenía una población de 72 habitantes y una densidad poblacional de 240 personas por km².

## Geografía
Climax se encuentra ubicada en las coordenadas37°43′13″N 96°13′26″O / 37.720155, -96.223888 (37.720155, -96.223888).

## Demografía
Según la Oficina del Censo en 2000 los ingresos medios por hogar en la localidad eran de $34,375 y los ingresos medios por familia eran $40,625. Los hombres tenían unos ingresos medios de $42,500 frente a los $14,375 para las mujeres. La renta per cápita para la localidad era de $14,461. Alrededor del 4.1% de la población estaban por debajo del umbral de pobreza.